# Kalkstad
Kalkstad är en by som ligger i Torslunda socken i Mörbylånga kommun.
Kalkstad är en vinklad radby med delvis välbevarad ålderdomlig bebyggelse. Stor malm med flera välbevarade stugor söder om byn i alvarkanten.  Mellan de två husgrupperingarna ligger en öppen byallmänning som kommit att bilda ett "bytorg". Kalkstad omfattade 1540 sju gårdar; sex skattegårdar och en frälsegård som ägdes av Gustav Vasa. I dag har byn cirka 25 invånare.